# José Joaquín de Herrera (Messico)
José Joaquín de Herrera è un comune del Messico, situato nello stato di Guerrero, il cui capoluogo è la località di Hueycantenango.
La municipalità conta 17.661 abitanti (2015) e ha un'estensione di 133,41 km².
Prende il nome da José Joaquín de Herrera, militare e politico messicano.